# عهد الكونفدرالية الأمريكية
عهد الكونفدرالية الأمريكية، هو فترة في تاريخ الولايات المتحدة الأمريكية في العقد الثامن من القرن الثامن عشر بعد الثورة الأمريكية، وقبل إقرار دستور الولايات المتحدة الأمريكية. في العام 1781، اعتمدت الولايات المتحدة وثائق الكونفدرالية وانتصرت في معركة يوركتاون التي كانت آخر معركة برية بين القوات البريطانية والأمريكية خلال حرب الاستقلال الأمريكية. تأكّد الاستقلال الأمريكي بتوقيع معاهدة باريس في العام 1783. واجهت الولايات المتحدة الناشئة العديد من التحديات التي نبع معظمها من غياب حكومة وطنية قوية أو ثقافة سياسية موحّدة. انتهت هذه الفترة في العام 1789 بعد اعتماد دستور الولايات المتحدة، والذي مهّد لقيام حكومة وطنية جديدة ذات سلطة أوسع.
أسست وثائق الكونفدرالية لكونفدرالية بين الولايات بوجود حكومة مركزيّة ضعيفة التأثير. اضطلع أعضاء المجالس بمسؤولية العمل باسم الولايات التي يمثّلونها. كان نظام البرلمان ذي المجلس الواحد هذا، الذي حمل الاسم الرسمي كونجرس الاتحاد الكونفدرالي، ذا سلطات ضيقة، ولم يتمكن من إنجاز شيء يُذكر دون الرجوع إلى كلّ ولاية. لم يكن فيه سلطة تنفيذية، ولا نظام قضائي. افتقر هذا الكونغرس إلى سلطة فرض الضرائب، وتنظيم التجارة الخارجية أو بين الولايات، وحتى سلطة التفاوض الفاعِل مع الدول الأجنبية. أثبتت حالة ضعف الكونغرس درجةَ من تعزيز الذات، إذ قد عملت الشخصيات السياسية القيادية في تلك الفترة في حكومات الولايات أو في مناصب خارجية. أدى فشل الحكومة الوطنية في الاستجابة للتحديات التي واجهت الولايات المتحدة إلى انطلاق أصوات منادية بإصلاحها تارةً ومنادية بالانفصال تارةً أخرى.
منحت معاهدة باريس الولايات المتحدة مساحات شاسعة ممتدة من المحيط الأطلسي إلى نهر الميسيسبي. ثبتت صعوبة الاستيطان في المناطق المتاخمة لسلسة جبال الأبالاش؛ ومردّ ذلك جزئيًّا إلى مقاومة الأمريكيين الأصليين والقوى الأجنبية المجاورة، بريطانيا العظمى وإسبانيا. رفض البريطانيون إخلاء المنطقة الأمريكية، بينما استغل الإسبان سيطرتهم على نهر الميسيسبي لتثبيط مساعي الاستيطان في الغرب. في العام 1787، صادق الكونغرس على مرسوم الشمال الغربي الذي كان الأول من نوعه في تأسيسه أول تبعيّة منظمة تحت سلطة الحكومة الوطنية.
بعد مساعٍ من طرف الكونغرس لإصلاح البنود التي شابها القصور، التقى عدد من القادة الوطنيين في فيلاديلفيا في العام 1787 لوضع دستور جديد للبلاد. اعتُمد الدستور الجديد في العام 1788، وبدأت الحكومة المركزية الجديدة اجتماعاتها في العام 1789، وهو تاريخ نهاية فترة الكونفدرالية. يعتقد بعض المؤرّخين أن عقد الثمانينيات من القرن الثامن عشر كان مظلمًا، وزمنًا صعبًا بالنسبة للأمريكيين، في حين يرى آخرون بأن تلك الفترة تميّزت بالاستقرار والازدهار النسبيّ.

## الخلفية

### الاستقلال والحُكم الذاتي
نشبت حرب الاستقلال الأمريكية ضد الحكم البريطاني في أبريل 1775 في معركتيّ ليكسنجتون وكونكورد. انعقد الكونغرس القاري الثاني في مايو 1775، وأسس لجيش يموّله الكونغرس وتحت إمرة جورج واشنطن، من ولاية فرجينيا والذي كان حارب من قبل في الحرب الفرنسية والهندية. في 4 يوليو، وبينما كانت أحداث الحرب دائرةً، تبنّى الكونغرس إعلان الاستقلال. وفي نفس الوقت أعلن الكونغرس عن الاستقلال، وأنشأ لجنة لوضع دستور للدولة الجديدة. رغم أن بعض النواب في الكونغرس كانوا يأملون بإنشاء دولة مركزية قوية، رغب معظم الأمريكيين بإسناد السلطة التشريعية بشكل رئيسي ضمن الولايات، واعتبروا الحكومة المركزية كضرورة من ضرورات زمن الحرب لا أكثر. نتج عن ذلك دستور حمل اسم وثائق الكونفدرالية وأُنشئ على أساسه حكومة وطنية ضعيفة لا تتمتع بسلطة فوق حكومات الولايات. حدّد البند الأول من الدستور الجديد اسمًا للكونفدرالية الجديدة: الولايات المتحدة الأمريكية.
قُدّمت المسوّدة الأولى لوثائق الكونفدرالية، والتي كتبها جون ديكنسون، أمام الكونغرس في 12 يوليو 1776، ولكن الكونغرس لم يرسل مسوّدة الدستور إلى الولايات حتى العام 1777. انقسم الكونغرس بخصوص ثلاث مسائل كُبرى: حدود الولايات، بما في ذلك مطالبات متعلّقة بالأراضي الواقعة إلى شرق جبال الأبالانش، وتمثيل الولايات في الكونغرس الجديد، وفيما إذا الضرائب المفروضة على الولايات يجب أن تأخذ العبودية في الحسبان. في نهاية المطاف، قرر الكونغرس بأن كل ولاية تتمتع بصوت واحد في الكونغرس، وأن العبيد لا شأن لهم بالضرائب المفروضة. بحلول العام 1780، ومع استمرار الحرب، صدّقت جميع الولايات على البنود باستثناء ميريلاند، التي رفضت المصادقة على الدستور الجديد حتى تتخلى جميع الولايات عن دعاوى ملكية الأراضي الغربية وترفعها إلى الكونغرس. أدّت عوامل مثل نجاح إستراتيجية الجنوب التي طبّقها البريطانيون خلال الحرب، والضغط من حلفاء أمريكا الفرنسيين، أدّت إلى إقناع ولاية فرجينيا بالتخلي عن مطالبها بالأراضي شمال نهر أوهايو؛ وأخيرًا صادقت ولاية ميريلاند على الدستور في يناير 1780. ودخل الدستور الجديد في حيّز التنفيذ في مارس 1781 وحلّ كونغرس الكونفدرالية محلّ الكونغرس القارّي الثاني كحكومة وطنية، ولكن فعليًّا لم تختلف هيكلية وأعضاء الكونغرس الجديد عن الكونغرس القديم.

### نهاية الثورة الأمريكية
بعد النصر الأمريكي في معركة يوركتاون في سبتمبر 1781 وسقوط حكومة رئيس الوزراء البريطاني نورث في مارس 1782، سعى الطرفان المتحاربان إلى توقيع معاهدة صلح. انتهت حرب الاستقلال الأمريكية بتوقيع معاهدة باريس في العام 1783. منحت المعاهدة الاستقلال للولايات المتحدة، إضافةً إلى السيطرة على مناطق شاسعة جنوب البحيرات العظمى تمتدّ من جبال الأبالاش غربًا إلى نهر الميسيسبي. رغم أن البرلمان البريطاني قد ضمّ سلسلة جبال الأبالاش إلى مقاطعة كيبيك في العام 1774 تنفيذًا لقانون حُكم كيبيك، فقد طالبت العديد من الولايات بتلك الأراضي استنادًا إلى وثائق امتياز ملكيّة وبيانات عرّفت حدودها على أنها تمتدّ «من البحر إلى البحر». أمِل بعض الأمريكان بأن تمنحهم المعاهدة فلوريدا كذلك، لكنها استُعيدت إلى إسبانيا التي كانت قد خاضت الحرب في جانب الولايات المتحدة وفرنسا ضد بريطانيا، وطالبت بحصتها من غنائم الحرب. قاتل البريطانيون بكلّ ما لديهم ونجحوا في الاحتفاظ بكندا، وأقرّت المعاهدة لهم ذلك.
يشدّد المراقبون والمؤرخون منذ ذلك الوقت وحتى اليوم على تساهل البريطانيين في التخلّي عن الأراضي. يعزو بعض المؤرّخين مثل ألفورد، وهارلو، ورتشيسون، هذا التساهل من طرف بريطانيا إلى سياستها المحنّكة وبُعد نظرها فيما يخصّ أهمية العلاقات الاقتصادية بين بريطانيا والولايات المتحدة. وُضعت المعاهدة بشكل يسهّل نموّ شعب الولايات المتحدة ويخلق أسواقًا رابحة للتجار البريطانيين، دون أن يتحمّل البريطانيّون أيّ تكاليف عسكرية أو إدارية. وعبّر وزير الخارجية الفرنسي كونت دي فيرجين عن ذلك لاحقًا بقوله: «يشتري الإنجليزيون السلامَ بدلًا مِن صنعه».
بتّت المعاهدة بعدة مسائل أخرى. وافقت الولايات المتحدة على الإيفاء بالديون المستحقة قبل العام 1775، في حين وافق البريطانيون على سحب جميع جنودهم من الأراضي الأمريكية. ولا يحوز الأمريكيون على الامتيازات التي انطبقت عليهم سابقًا عندما كانت بلادهم ضمن الإمبراطورية البريطانية، وأهم هذه الامتيازات هي الحماية من القرصنة في البحر الأبيض المتوسط. لم يحترم الطرفان هذه البنود الإضافية بشكل ثابت. تجاهلت بعض الولايات الالتزامات المنصوصة عليها في المعاهدة ورفضت إعادة الأملاك المصادرة من الموالين للملكيّة البريطانية، وتابعت مصادرة أملاكهم تحت زعم «ديون غير مستوفاة». تمسكت بعض الولايات، أبرزها فيرجينيا، بقوانين تحظر ردّ الديون إلى الدائنين البريطانيين. من جهتهم، تجاهل البريطانيون حكم المادة السابعة من المعاهدة والمتعلقة بإسقاط سلطتها عن العبيد على الأراضي الأمريكية.

## القيادة الوطنية
شكلت وثائق الكونفدرالية اتحادًا فضفاضًا من الولايات. تألفت الحكومة المركزية للاتحاد من كونغرس أحادي المجلس باختصاص تشريعي وتنفيذي، وجَمعَ مندوبين من كل ولاية في الاتحاد. لم ينل الكونغرس سوى الصلاحيات التي اعترفت الولايات سابقًا بأنها تعود للملك والبرلمان. كان لكل ولاية صوت واحد في الكونغرس، بغض النظر عن حجمها أو عدد سكانها، وتطلب إصدار أي قانون عن الكونغرس أصوات تسع ولايات من أصل 13 ولاية؛ تطلب اتخاذ أي قرار لتعديل الوثائق موافقة الولايات بالإجماع. عينت الهيئة التشريعية لكل ولاية العديد من الأعضاء في وفدها، مما سمح للمندوبين بالعودة إلى موطنهم دون ترك ولاياتهم غير ممثلة. بموجب الوثائق، مُنعت الولايات من التفاوض مع دول أخرى أو الإبقاء على وجود عسكري دون موافقة الكونغرس، لكن جميع السلطات الأخرى تقريبًا اقتصرت على الولايات. افتقر الكونغرس إلى القوة اللازمة لزيادة العائدات، وكان غير قادر على فرض تشريعاته وتوجيهاته. وعليه، اعتمد الكونغرس بشكل كبير على التزام الولايات ودعمها.
بعد انتهاء الحرب الثورية، التي قدمت الدافع الأصلي وراء إنشاء الوثائق، تراجعت قدرة الكونغرس بشكل كبير على إنجاز أي شيء ذي آثار ملموسة. قلما حضر أكثر من نصف المندوبين الستين جلسةً للكونغرس في أي وقت من الأوقات، مما تسبب في صعوبة جمع النصاب القانوني. تقاعد العديد من أبرز القادة الوطنيين، مثل واشنطن وجون آدامز وجون هانكوك وبنجامين فرانكلين، من الحياة العامة، أو عملوا مندوبين أجانب، أو شغلوا مناصب في حكومات الولايات. اقتنع أحد القادة الوطنيين الذين ظهروا خلال هذه الفترة، وهو جيمس ماديسون، بالحاجة إلى حكومة وطنية أقوى بعد عمله في كونغرس الكونفدرالية من عام 1781 إلى 1783. واصل الدعوة إلى حكومة أقوى حتى نهاية ثمانينيات القرن الثامن عشر. انعقد الكونغرس في فيلادلفيا من 1778 حتى يونيو 1783، انتقل بعدها إلى برينستون بولاية نيو جيرسي بسبب تمرد بنسلفانيا عام 1783. عُقد الكونغرس أيضًا في أنابوليس بولاية ماريلاند وترينتون بولاية نيو جيرسي قبل أن يستقر في مدينة نيويورك في عام 1785. إن عدم وجود قادة أقوياء في المؤتمر، إضافة إلى عجز المجلس وتنقله الدائم، أحرج العديد من القوميين الأمريكيين وأحبطهم، ومن بينهم واشنطن. أدى ضعف الكونغرس أيضًا إلى الحديث المتكرر عن الانفصال، واعتقد كثيرون أن الولايات المتحدة سوف تنقسم إلى أربع كونفدراليات، تتكون من نيو إنجلاند وولايات وسط المحيط الأطلسي والولايات الجنوبية ومنطقة ما وراء الأبلاش، على الترتيب.
كان كونغرس الكونفدرالية الهيئةَ الحكومية الفدرالية الوحيدة التي أُنشأت بموجب وثائق الاتحاد، لكن الكونغرس شكل هيئات أخرى للقيام بوظائف تنفيذية وقضائية. في عام 1780، أنشأ الكونغرس المحكمة الاستئنافية لقضايا الاستيلاء، والتي كانت المحكمة الفدرالية الوحيدة خلال عهد الكونفدرالية. في أوائل عام 1775، أنشأ الكونغرس وزارات تنفيذية للتعامل مع الشؤون الخارجية والحرب والمالية. كان هناك إدارة رابعة قائمة منذ عام 1775، وهي وزارة مكتب البريد، واستمرت في عملها بموجب الوثائق. أذن الكونغرس أيضًا بإنشاء وزارة للبحرية، لكنه اختار وضع القوات البحرية تحت إدارة وزارة المالية بعد رفض ألكسندر ماكدوغال ترأس وزارة البحرية. كُلفت الوزارات الأربع بإدارة الخدمة المدنية الفدرالية، لكنهم نالوا قليلًا من السلطة المستقلة عن الكونغرس. عمل روبرت موريس، وهو تاجر من بنسلفانيا، مديرًا للشؤون المالية من 1781 إلى 1784. على الرغم من أن موريس فقد شعبيته بعض الشيء خلال الحرب بسبب مجازفاته التجارية الناجحة، إلا أن الكونغرس كان يأمل بقدرته على تحسين الحالة المالية المدمرة للبلاد. بعد رفض مقترحاته، استقال موريس في عام 1784 مُحبَطًا، وخلفه مجلس الخزانة المكون من ثلاثة أشخاص. شغل بنجامين لينكولين منصب وزير الحرب من عام 1781 حتى نهاية الحرب الثورية في عام 1783. وخلفه في النهاية هنري نوكس، الذي شغل المنصب من عام 1785 إلى 1789. عمل روبرت ليفينغستون وزيرًا للشؤون الخارجية من 1781 إلى 1783، وأعقبه في المنصب جون جاي، الذي خدم من 1784 إلى 1789. أثبت جاي أنه إداري متمكن، وتولى السيطرة على المساعي الدبلوماسية للأمة خلال فترة وجوده في المنصب. عمل أبينيزير هازارد مديرًا تنفيذيًا للخدمة البريدية في الولايات المتحدة من 1782 إلى 1789.

## حكومات الولايات
عدد السكان حسب الولاية في إحصاء عام 1790
| الولاية           | العدد الإجمالي للسكان | العبيد  | الأحرار   |
| كونيتيكت          | 237,946               | 2,764   | 235,182   |
| ديلاوير           | 59,069                | 8,887   | 50,182    |
| جورجيا            | 82,548                | 29,264  | 53,284    |
| ماريلاند          | 319,728               | 103,036 | 216,692   |
| ماساتشوستس        | 378,787               | 0       | 378,787   |
| نيوهامبشير        | 141,885               | 158     | 141,727   |
| نيو جيرسي         | 184,139               | 11,423  | 172,716   |
| نيويورك           | 340,120               | 21,324  | 318,796   |
| كارولينا الشمالية | 393,751               | 100,572 | 293,179   |
| بنسلفانيا         | 434,373               | 3,737   | 430,636   |
| رود آيلاند        | 68,825                | 948     | 67,877    |
| كارولينا الجنوبية | 249,073               | 107,094 | 141,979   |
| فرجينيا           | 691,737               | 287,959 | 403,778   |
| المجموع           | 3,929,214             | 697,681 | 3,231,533 |

بعد إعلان المستعمرات الثلاث عشرة لاستقلالها وسيادتها عام 1776، واجهت كل منها مهمة استبدال مؤسسات قائمة على الحكم الشعبي بالسلطة الملكية. تبنت الولايات مبدأ المساواة أثناء الحرب وبعدها، بدرجات متفاوتة. كتبت كل ولاية دستورًا جديدًا، وأسست جميعها هيئة تنفيذية منتخبة، ووسع كثير منها نطاق حق التصويت بشكل كبير. لعل دستور ولاية بنسلفانيا لعام 1776 كان الأكثر ديمقراطية من بين هذه الدساتير، بمنحه حق التصويت لجميع المواطنين الذكور من دافعي الضرائب. شملت العديد من الدساتير الجديدة وثيقة الحقوق التي تضمن حرية الصحافة وحرية التعبير والمحاكمة أمام هيئة المحلفين وحريات أخرى. نظر الوطنيون المحافظون مثل أوليفر وولكوت، ممن كافحوا من أجل الاستقلال عن بريطانيا ولكنهم لم يؤيدوا إجراء تغييرات كبيرة في النظام الاجتماعي، بقلق إلى التأثير الجديد للطبقات الدنيا وصعود السياسيين المستقلين من الطبقة العليا.
بعد نهاية الحرب الثورية، شرعت الولايات في إصلاحات مختلفة. رسخت عدة ولايات حرية الدين في دساتيرها، وأنهت كل ولاية جنوبية مكانة الكنيسة الأنجليكانية كدين للدولة. أنشأت عدة ولايات جامعات حكومية، في حين ازدهرت الجامعات الخاصة أيضًا. أصلحت ولايات عديدة قوانينها الجنائية لتقليل عدد الجرائم التي يُعاقب عليها بالإعدام. استثمرت الولايات الشمالية في مشاريع البنية التحتية، بما في ذلك الطرق والقنوات التي تتيح الوصول إلى المستوطنات الغربية. اتخذت الولايات أيضًا إجراءات تتعلق بالعبودية، والتي ظهرت إلى حد كبير على أنها نفاقٌ بالنسبة لجيل حارب ما اعتبره استبدادٌ. خلال الثورة وبعدها، أصدرت كل ولاية شمالية قوانين تنص على التحرير التدريجي أو الإبطال الفوري للعبودية. رغم عدم وجود ولايات جنوبية تتيح عملية التحرير، إلا أنها أصدرت قوانين تقيد تجارة الرقيق.
استمرت الولايات في تحمل وطأة الديون الثقيلة المكتسبة خلال الحرب الثورية. اعتمدت معظم الولايات على ضرائب الأفراد والممتلكات لتوليد العائدات، باستثناء نيويورك وبنسلفانيا اللتان تلقتا عائدات من الرسوم المفروضة على الاستيراد. للتعامل مع ديون زمن الحرب، اضطرت عدة ولايات إلى رفع الضرائب إلى مستوى أعلى بعدة أضعاف مما كان عليه قبل الحرب. أثارت هذه الضرائب الغضب بين السكان، ولا سيما في المناطق الريفية، وأدت في ولاية ماساتشوستس إلى تمرد مسلح عُرف باسم تمرد شايز. نظرًا لفشل محاولات الكونغرس وحكومة ماساتشوستس في قمع التمرد، فقد أنشأ وزير الحرب السابق بنجامين لينكولن جيشًا خاصًا وضع حدًا للتمرد.
تخلت بريطانيا عن مطالباتها بولاية فيرمونت في معاهدة باريس، لكن فيرمونت لم تنضم إلى الولايات المتحدة. على الرغم من أن معظم سكان ولاية فيرمونت أرادوها أن تصبح الولاية الرابعة عشرة، إلا أن نيويورك ونيو هامبشير، اللتان طالبت كل منهما بجزء من فيرمونت، أعاقتا هذا الطموح. طوال ثمانينيات القرن الثامن عشر، كانت فيرمونت بمثابة دولة مستقلة، وعُرفت باسم جمهورية فيرمونت.